# Judo op de Olympische Zomerspelen 2016
Judo is een van de sporten die beoefend werden op de Olympische Zomerspelen 2016 in Rio de Janeiro, Brazilië. De wedstrijden vonden plaats van 6 tot en met 12 augustus in de Arena Carioca.

## Kwalificatie
Aan het toernooi namen 386 judoka's deel. Via diverse kwalificatietoernooien plaatsten 138 vrouwen en 214 mannen zich. Verder namen veertien judoka's uit het gastland deel en twintig judoka's die na afloop van de kwalificatie periode door Olympische tripartitecommissie in samenspraak met de Internationale Judo Federatie (IJF) werden uitgenodigd. Namens elk NOC mocht maximaal een deelnemer in een gewichtsklasse van start gaan.
Bij de vrouwen waren in elke gewichtsklasse de eerste veertien judoka's van de geschoonde wereldranglijst direct gekwalificeerd, bij de mannen kwalificeerde de top-22 zich direct. De resterende quotaplaatsen werden via continentale kwalificatie vergeven, aan de hand van de geschoonde wereldranglijst. Afrika kreeg 24 quotaplaatsen toebedeeld, Amerika 21, Azië 20, Europa 25 en Oceanië 10. Een land kon maximaal één startbewijs ontvangen via de continentale kwalificatie, de continentale bonden konden maximaal twee startbewijzen per gewichtsklasse vergeven. Peildatum van de wereldranglijst was 1 mei 2012. Na afloop van de kwalificatieperiode werden de resterende startbewijzen vergeven aan die landen die geen of weinig quotaplaatsen in de wacht hadden bemachtigd. Wanneer meerdere judoka's hoger op de wereldranglijst stonden dan respectievelijk de geschoonde nummers 14 (vrouwen) of 22 (mannen) en dan bepaalde het NOC vervolgens welke sporter dit startbewijs invulde.

## Programma
De mannen en vrouwen kwamen elk uit in zeven gewichtsklassen. Tot en met de kwartfinales vinden de wedstrijden dagelijks plaats van 10:00 tot 13:00 uur (lokale tijd). De halve finales, herkansingen en de finales vinden plaats van 15:30 tot 18:10 uur (lokale tijd).
| Gewichtsklasse | Gewichtsklasse | Augustus    | Augustus    | Augustus    | Augustus    | Augustus    | Augustus    | Augustus    | Augustus |
| Mannen         | Vrouwen        | 6           | 7           | 8           | 9           | 10          | 11          | 12          | Tot.     |
| -------------- | -------------- | ----------- | ----------- | ----------- | ----------- | ----------- | ----------- | ----------- | -------- |
| –60 kg         | –48 kg         | Goud · Goud |             |             |             |             |             |             | 2        |
| –66 kg         | –52 kg         |             | Goud · Goud |             |             |             |             |             | 2        |
| –73 kg         | –57 kg         |             |             | Goud · Goud |             |             |             |             | 2        |
| –81 kg         | –63 kg         |             |             |             | Goud · Goud |             |             |             | 2        |
| –90 kg         | –70 kg         |             |             |             |             | Goud · Goud |             |             | 2        |
| –100 kg        | –78 kg         |             |             |             |             |             | Goud · Goud |             | 2        |
| +100 kg        | +78 kg         |             |             |             |             |             |             | Goud · Goud | 2        |
| Totaal         | Totaal         | 2           | 2           | 2           | 2           | 2           | 2           | 2           | 14       |

## Medailles

### Mannen
| Onderdeel            | Goud | Goud                 | Zilver | Zilver              | Brons   | Brons                                   |
| -------------------- | ---- | -------------------- | ------ | ------------------- | ------- | --------------------------------------- |
| Extra licht (-60 kg) | RUS  | Beslan Moedranov     | KAZ    | Yeldos Smetov       | UZB JPN | Diyorbek Oerozbojev Naohisa Takato      |
| Half licht (-66 kg)  | ITA  | Fabio Basile         | KOR    | An Ba-ul            | JPN UZB | Masashi Ebinuma ishod Sobirov           |
| Licht (-73 kg)       | JPN  | Shohei Ono           | AZE    | Roestam Oroejov     | GEO BEL | Lasja Sjavdatoeasjvili Dirk Van Tichelt |
| Half midden (-81 kg) | RUS  | Chasan Chalmoerzajev | USA    | Travis Stevens      | JPN UAE | Takanori Nagase Sergiu Toma             |
| Midden (-90 kg)      | JPN  | Mashu Baker          | GEO    | Varlam Liparteliani | CHN KOR | Cheng Xunzhao Gwak Dong-han             |
| Half zwaar (-100 kg) | CZE  | Lukáš Krpálek        | AZE    | Elmar Gasimov       | JPN FRA | Ryunosuke Haga Cyrille Maret            |
| Zwaar (+100 kg)      | FRA  | Teddy Riner          | JPN    | Hisayoshi Harasawa  | ISR BRA | Or Sasson Rafael Silva                  |

### Vrouwen
| Onderdeel            | Goud | Goud              | Zilver | Zilver              | Brons   | Brons                               |
| -------------------- | ---- | ----------------- | ------ | ------------------- | ------- | ----------------------------------- |
| Extra licht (-48 kg) | ARG  | Paula Pareto      | KOR    | Jeong Bo-kyeong     | KAZ JPN | Otgontsetseg Galbadrakhyn Ami Kondo |
| Half licht (-52 kg)  | KOS  | Majlinda Kelmendi | ITA    | Odette Giuffrida    | RUS JPN | Natalja Koezjoetina Misato Nakamura |
| Licht (-57 kg)       | BRA  | Rafaela Silva     | MGL    | Sumiya Dorjsuren    | JPN POR | Kaori Matsumoto Telma Monteiro      |
| Half midden (-63 kg) | SLO  | Tina Trstenjak    | FRA    | Clarisse Agbegnenou | NED ISR | Anicka van Emden Yarden Gerbi       |
| Midden (-70 kg)      | JPN  | Haruka Tachimoto  | COL    | Yuri Alvear         | GBR GER | Sally Conway Laura Vargas Koch      |
| Half zwaar (-78 kg)  | USA  | Kayla Harrison    | FRA    | Audrey Tcheuméo     | BRA SLO | Mayra Aguiar Anamari Velenšek       |
| Zwaar (+78 kg)       | FRA  | Émilie Andéol     | CUB    | Idalys Ortíz        | JPN CHN | Kanae Yamabe Yu Song                |

### Medaillespiegel
| Plaats | Land                         | NOC    | Goud | Zilver | Brons | Totaal |
| ------ | ---------------------------- | ------ | ---- | ------ | ----- | ------ |
| 1      | Japan                        | JPN    | 3    | 1      | 8     | 12     |
| 2      | Frankrijk                    | FRA    | 2    | 2      | 1     | 5      |
| 3      | Rusland                      | RUS    | 2    | 0      | 1     | 3      |
| 4      | Italië                       | ITA    | 1    | 1      | 0     | 2      |
| 4      | Verenigde Staten             | USA    | 1    | 1      | 0     | 2      |
| 6      | Brazilië                     | BRA    | 1    | 0      | 2     | 3      |
| 7      | Slovenië                     | SLO    | 1    | 0      | 1     | 2      |
| 8      | Argentinië                   | ARG    | 1    | 0      | 0     | 1      |
| 8      | Tsjechië                     | CZE    | 1    | 0      | 0     | 1      |
| 8      | Kosovo                       | KOS    | 1    | 0      | 0     | 1      |
| 11     | Zuid-Korea                   | KOR    | 0    | 2      | 1     | 3      |
| 12     | Azerbeidzjan                 | AZE    | 0    | 2      | 0     | 2      |
| 13     | Georgië                      | GEO    | 0    | 1      | 1     | 2      |
| 13     | Kazachstan                   | KAZ    | 0    | 1      | 1     | 2      |
| 15     | Colombia                     | COL    | 0    | 1      | 0     | 1      |
| 15     | Cuba                         | CUB    | 0    | 1      | 0     | 1      |
| 15     | Mongolië                     | MGL    | 0    | 1      | 0     | 1      |
| 18     | China                        | CHN    | 0    | 0      | 2     | 2      |
| 18     | Israël                       | ISR    | 0    | 0      | 2     | 2      |
| 18     | Oezbekistan                  | UZB    | 0    | 0      | 2     | 2      |
| 21     | België                       | BEL    | 0    | 0      | 1     | 1      |
| 21     | Groot-Brittannië             | GBR    | 0    | 0      | 1     | 1      |
| 21     | Duitsland                    | GER    | 0    | 0      | 1     | 1      |
| 21     | Nederland                    | NED    | 0    | 0      | 1     | 1      |
| 21     | Portugal                     | POR    | 0    | 0      | 1     | 1      |
| 21     | Verenigde Arabische Emiraten | UAE    | 0    | 0      | 1     | 1      |
| Totaal | Totaal                       | Totaal | 14   | 14     | 28    | 56     |